# 마일엔드

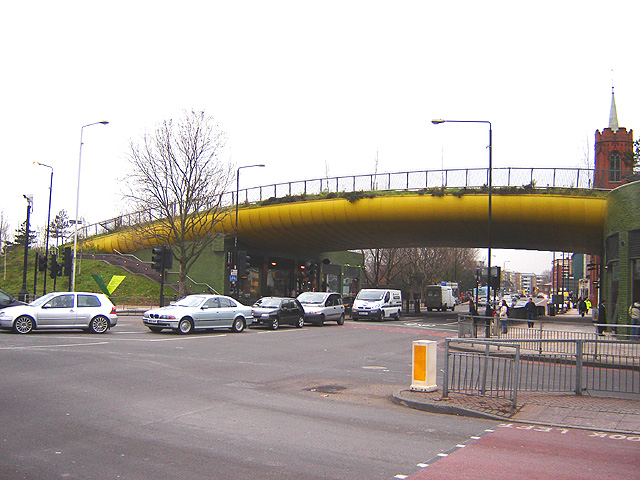

마일엔드(Mile End)는 런던의 이스트엔드오브런던과 타워햄릿 특별구 사이에 걸친 구역으로, 채링크로스에서 동북동 방향으로 3.6 마일(5.8 킬로미터) 떨어져 있다.